# Елайза Тейлор
Елайза Джейн Морлі (Тейлор-Коттер) (англ. Eliza Taylor-Cotter) — австралійська акторка. Відома за своїми ролями Джанай Тіммінс в австралійській мильній опері «Сусіди», КларкГріффін у серіалі «Сотня» і Ханни Карсон у науково-фантастичному серіал «Квантовий стрибок».

## Ранні роки
Елайза народилася 24 жовтня 1989 року в Мельбурні, має двох сестер та одного брата. Мати дівчини — письменниця та графічний дизайнер, вітчим — стендап-комік, біологічний батько керував власними кафетеріями навколо Мельбурна. Навчалася в Калдерській середній школі. Перед тим як стати акторкою, мріяла бути морським біологом.

## Кар'єра
В перше роль у фільмі дівчина отримала у 2003 році, вона зіграла одну з головних героїнь у молодіжних австралійських серіалах «Піратські острови» та «Клуб з ночівлею». Прорив в її кар'єрі прийшов з роллю Джанай Тіммінс, коли дівчина приєдналася до акторського складу австралійської мильної опери «Сусіди». За цю роль акторка була номінована на Indie Soap Awards в категоріях «Найкраща жіноча роль» в 2007 році та «Найсексуальніша жінка» в 2008 році.
Наприкінці листопада 2007 року Тейлор відвідала Велику Британію. Там, у місті Веймут, графство Дорсет, 19 грудня в театрі «Waymouth Pavilion» вона зіграла роль Білосніжки в різдвяній пантомімі «Білосніжка».
В 2009 році Елайза з'являється в одному з епізодів серіалу «Усі святі». А в 2010 знялася в короткометражному драматично-комедійному фільмі «Пральня».
В 2011 дівчина зіграла у фільмі жахів «6 сюжетів» а також в пілотному випуску серіалу «Переможці і переможені».
1 березня 2013 року було анонсовано, що Елайза Тейлор зіграє персонажа Кларк Ґріффін — головну роль у фантастичному телевізійному серіалі «Сотня» від телеканалу The CW. За цю роль акторка була номінована на Teen Choice Awards в категоріях: Choice TV Actress: Sci-Fi/Fantasy з 2015 по 2018 роки та Choice TV Chemistry (в парі з Бобом Морлі) в 2016 році. Також була номінована на MTV Fandom Awards в категорії Ship of the Year (в парі з Алішею Дебнем-Кері) з 2015 по 2016 роки.
В 2014 дівчина отримує роль Сари у фільмі «Людина листопада». 
У квітні 2016 року було оголошено, що Тейлор зніметься в поліцейській драмі «Thumper» Джордана Росса, в якій вона зіграє переодягненого співробітника поліції у місцевій середній школі. 
У 2017 році зіграла роль Елен Ленгфорд у романтичній мелодрамі Netflix «Різдвяна спадщина».
У 2021 році Тейлор зняла два музичні кліпи: «Vices» для Сари та Sundays, в якому вона зіграла акторську роль, і «Bad Posture» Еббі Андерсон.
У 2022 році Тейлор з'явилася в гостьовій ролі доктора Вілка в 7 епізоді 3 сезону серіалу Орвілла під назвою «З невідомих могил» .
У 2023 році Тейлор і Морлі разом зіграли Джулі та Маркуса в науково-фантастичному трилері «Я буду дивитися». Вона також була виконавчим продюсером. Фільм вийшов на цифрові платформи  . У тому ж року Тейлор стає виконавчим продюсером і грає Рубі Аллен у незалежній романтичній комедії It Takes Only A Night  . фільм також вийшов на цифрові платформи.
У жовтні того ж року Тейлор грає роль Ханни Карсон у серіалі «Квантовий стрибок» у новому сезоні 2 сезону.

## Особисте життя
З 2019 року Елайза знаходиться у шлюбі з колегою по серіалу «Сотня» Бобом Морлі. 20 березня 2022 року вони оголосили про народження сина.

## Захоплення
- Елайза є діючим вчителем акторської майстерності в Акторському Гнізді Фіцрой-Стріт, Сент-Кілда (Мельбурн).
- Окрім акторської кар'єри Елайза Тейлор також грає на гітарі та пише пісні.
- Своїми улюбленими телешоу Тейлор називає: «Люби мій шлях», «Анатомія Ґрей» та «Доктор Хаус».
- Захоплюється акторами: Кетрін Гейгл та Скарлетт Йоганссон.

## Фільмографія
| Рік       |   | Українська назва          | Оригінальна назва          | Роль               |
| --------- | - | ------------------------- | -------------------------- | ------------------ |
| 2003      | с | Піратські острови         | Pirate Islands             | Сара Реддінг       |
| 2003—2008 | с | Сусіди                    | Neighbours                 | Джане Тіммінс      |
| 2003      | с | Клуб ночівок              | The Sleepover Club         | Роузі Картврайт    |
| 2004      | с | Блакитні підбори          | Blue Heelers               | Тейтум О'Хара      |
| 2006      | с | Велика хвиля              | Blue Water High            | Гейді Лі           |
| 2008      | с | Раш                       | Rush                       | Медісон            |
| 2009      | с | Запакований до Рафтерс    | Packed to the Rafters      | Керрі              |
| 2009      | с | Всі святі                 | All Saints                 | Карлі Спелдінг     |
| 2010      | с | Відділ вбивств            | City Homicide              | Мелісса Стендіш    |
| 2010      | с | Переможці та переможені   | Winners & Losers           | Бріджет Кросс      |
| 2012      | ф | 6 сюжетів                 | 6 Plots                    | Емі Калліс         |
| 2012      | с | Як же! Війна Керрі Пекера | Howzat! Kerry Packer's War | Ронда              |
| 2013      | ф | Патрік                    | Patrick                    | Медсестра Панікейл |
| 2013      | с | Прибиральники             | Mr & Mrs Murder            | Сара               |
| 2013      | с | Нікіта                    | Nikita                     | Репортер           |
| 2014      | ф | Людина листопада          | The November Man           | Сара               |
| 2014—2020 | с | Сотня                     | The 100                    | Кларк Гріффін      |
| 2017      | ф | Тумпер                    | Thumper                    | Кет Картер         |
| 2017      | ф | Різдвяна спадщина         | Christmas Inheritance      | Еллен Ленгфрод     |
| 2022      | с | Орвілл                    | The Orville                | Віллка             |
| 2023      | ф | Я буду дивитися           | I'll Be Watching           | Джулі              |
| 2023      | ф | Це займає лише ніч        | It Only Takes a Night      | Рубі Аллен         |
| 2023—2024 | с | Квантовий стрибок         | Quantum Leap               | Ханна Карсон       |